# 斯拉沃熱·齊澤克
斯拉沃热·齐泽克（1949年3月21日—），斯洛文尼亚社会学家、哲学家、文化评论家、精神分析理论家与马克思主义学者。
1989年，齐泽克出版了他的第一部也是重要的英文著作，《意识形态的崇高客体》。在这本书中，他脱离了传统的马克思主义理论，发展了一种更加分析的唯物主义意识形态概念，该概念大量借鉴了拉康的精神分析和黑格尔的唯心主义。他的理论工作在 1990 年代变得越来越不拘一格和政治化，经常对不同形式的流行文化进行批判性分析，使他成为学术左翼的流行人物。
他独特的风格、流行的学术作品与杂志专栏文章以及对高雅文化和通俗文化的批判性吸收，为他赢得了国际影响力和学术界以外的大量拥趸，也带来了争议与批评。

## 生平

### 早年
齐泽克生于南斯拉夫斯洛文尼亚卢布尔雅那的一个中产家庭。他的父亲是斯洛文尼亚东部的一名经济学家和公务员，他的母亲是斯洛文尼亚沿岸戈里齐亚山的本地人，是一家国有企业的会计师。他的父母都是无神论者。他的童年大部分时间都在沿海小镇波尔托罗度过，在那里他接触到了西方电影、理论和流行文化。

### 教育
1967年他进入斯洛文尼亚卢布尔雅那大学学习，后于该大学获得艺术（文学）博士。在进入大学之前，他已经开始阅读法国结构主义文献，并于1967年出版了雅克·德里达著作的第一篇斯洛文尼亚语文本翻译。1971年，他接受了一份助理研究员的工作，并承诺获得终身教职，但在他的硕士论文被斯洛文尼亚当局谴责为“非马克思主义”后被解雇。他于1981年毕业于卢布尔雅那大学，获得哲学文学博士学位，论文题目为《法国结构主义的理论和实践相关性》。

### 学术生涯
在1980年代，齐泽克编辑和翻译了拉康、弗洛伊德和阿尔都塞的著作，他用拉康的著作来解释黑格尔和马克思主义哲学。
1986年，齐泽克在雅克-阿兰·米勒的指导下在巴黎第八大学完成了第二个博士学位（精神分析哲学博士），论文题为《症状与幻象间的哲学》（La philosophie entre le symptôme et le fantasme）。
1988年，他出版了他的第一本完全致力于电影理论的书，Pogled s strani。次年，他出版了他的第一本英文著作《意识形态的崇高客体》，借此获得了国际社会理论家的认可。

### 参与政治
1980年代后期，齐泽克作为调查性报道杂志Mladina的专栏作家受到公众关注，该杂志批评铁托的政策和南斯拉夫政治，尤其是社会军事化问题。他此前一直是斯洛文尼亚共产主义者联盟的成员，直到1988年10月他与其他32名斯洛文尼亚知识分子一起退党以抗议JBTZ审判。
1988年至1990年间，他积极参与了斯洛文尼亚民主化的若干政治和民间社会运动。在1990年斯洛文尼亚举行的总统委员会选举（有4个名额）中，齐泽克是自由民主党提名的候选人，但他得了第五名，没有选上。尽管齐泽克积极参与自由民主主义运动，但他始终将自己定位为共产主义者，并一直批评斯洛文尼亚和世界范围内的民族主义者、保守主义者和古典自由主义者等右翼圈子。他在文章中写道，为斯洛文尼亚民族主义作家服务的文学会议中心应该被炸毁，并补充道，“既然我们生活在没有任何讽刺意味的时代，那么我必须加一句，这并不是字面意思[而是认真的]。”
2016 年，在与卫报现场活动中的对话中，齐泽克讨论了唐纳德·特朗普在2016年美国总统选举中的问题。齐泽克将特朗普描述为一个悖论，认为其在大部分议题上本质上都是一个中间派自由主义者，但拼命地试图用肮脏的笑话和愚蠢来掩盖这一点。在一篇发表于时代周刊的评论文章中，他将当时的领先候选人希拉里·克林顿描述为不太合适的替代方案。此外齐泽克还基于特朗普对美国共识的破坏性表达了对特朗普的支持；然而，在接受BBC采访时，齐泽克确实表示，他认为特朗普“可怕”，他的支持是基于试图鼓励民主党回归更左翼立场的理想。在一篇访谈中，他详细阐述了支持特朗普的原因：“我看到特朗普可能有一种积极的作用。虽然他的出发点是错误的，但还是动摇了自由主义的共识，也在这个意义上为更激进的左派开辟了一个空间。我的想法是，在某种更深的意义上，没有特朗普就没有伯尼·桑德斯。”
2022年初，齐泽克对斯洛文尼亚左翼党表示支持，并在该党第五次代表大会上发表演讲。

#### 宣传共产主义
齐泽克坚持将自己认定为共产主义者，尽管他将20世纪的共产主义实践视为“彻底失败”，并谴责“20世纪的共产主义，更具体地说我们称之为斯大林主义的所有现象网络可能是人类历史上最严重的意识形态、政治、伦理、社会灾难”。齐泽克声称只有“共产主义”一词标志着在现有秩序之外迈出了真正的一步，部分原因是“社会主义”一词不再具有足够激进的含义，而仅意味着“社会关怀”。齐泽克呼吁重拾列宁主义的行动式革命，其认为，重述列宁不仅是为了恢复西方左翼学者激进的革命姿态，而且也是撕开资本主义缺口的有力武器；正确的态度应该是，以列宁主义的眼光去看待资本主义的现实矛盾，以列宁主义的革命精神去颠覆资本主义。

### 公共生活
2014年，齐泽克接受《卫报》采访时批判了历史终结论，他认为这是一种粗俗的唯心主义史观，自由民主的资本主义也无力解决世界范围内面临的危机，且资本主义内部也危机重重；在这样的历史状况下，与其说是“历史的终结”，倒不如说是“历史终结论的终结”。
2019年4月，齐泽克在加拿大多伦多就资本主义与马克思主义下的幸福问题与心理学教授乔丹·彼得森进行了辩论。

## 思想
在齐泽克学术生涯的早期，他声称他的思想体系是“一个由三个重心塑造的理论空间：黑格尔辩证法、拉康精神分析理论和当代意识形态批判”，并以拉康为基本要素。但到了2010年，齐泽克反而声称黑格尔对他而言比拉康更根本：“即使拉康也只是我阅读黑格尔的工具。对我来说，总是黑格尔、黑格尔、黑格尔。”

### 主体辩护
齐泽克捍卫黑格尔的主体概念，他声称文化主义者（如福柯、阿尔都塞）和新唯物主义者/面向对象的本体论者（如如简·贝内特、列维·布莱恩特）在都没能正确地参与对主体的批评。

### 意识形态分析
齐泽克的拉康式意识形态理论是他对政治理论的主要贡献之一。他的第一本英文书《意识形态的崇高客体》和他出镜的纪录片《变态者意识形态指南》都讨论了这一问题。
对于齐泽克和马克思来说，意识形态是由构建政治生活的虚构构成的。用拉康的话来说，意识形态属于象征秩序。齐泽克认为，这些虚构主要维持在无意识层面，而不是有意识的层面。因为，根据精神分析理论，无意识可以直接决定一个人的行为，绕过一个人的有意识的认知，意识形态可以在一个人的行为中表达而无关某人有意识的信念。因此，齐泽克打破了正统马克思主义的观点，即纯粹将意识形态视为错误信仰的系统（见虚假意识）。借鉴彼德·斯洛特戴克《对愤世嫉俗的理性的批判》， 齐泽克认为，采用玩世不恭的观点（即犬儒主义）不足以逃避意识形态，因为根据齐泽克的说法，即使后现代主体有意识地对政治形势持玩世不恭的态度，他们仍然会通过自己的行为来强化这种情况。。

## 批评
对齐泽克学术思想的批评主要有两个方面：面对他对当代社会、政治和经济问题的谴责，他未能阐明替代方案；以及他在论证中缺乏严谨性。对齐泽克观点的其他批评主要涉及其政治社会议题等方面。

### 模棱两可
齐泽克的哲学和政治立场有时令人费解，他的文章往往因未能采取一致的立场而受到批评。虽然他声称支持革命马克思主义，但他对导致成功革命的可能情况缺乏远见，无法给出某种具体的实践路径。他的理论论证往往缺乏某些历史事实基础，这使其更具挑衅性和激进性，而非洞察力。
英国政治哲学家约翰·格雷对齐泽克的《少于无》（Less than Nothing）一书进行了非常负面的评论，抨击了齐泽克对暴力的颂扬、他的理论未能以历史事实为基础，以及他的“无定形激进主义”，格雷认为，齐泽克自称是共产主义者，但缺乏共产主义可以成功实现的信念，他的作品虽然很有趣，但在智识上毫无价值：“通过无休止地重复一个本质上空洞的愿景来实现一种欺骗性的实质，齐泽克的作品最终几乎没有什么价值。”
而齐泽克本人在其著作《生于末世》（Living in the End Times）中认为，对他的立场的批评本身就是模棱两可和来自互相矛盾的各方面的：
我既被同时攻击为传播反犹主义和宣扬锡安主义，又被同时攻击为隐蔽的斯洛文尼亚民族主义者和不爱国的叛徒，还被攻击为捍卫恐怖主义的隐性斯大林主义者和散布有关共产主义的谎言的资产阶级代言人......所以也许，只是也许我走在正确的道路上，忠于自由的道路。

### 文法混乱
齐泽克因其混乱和不系统的写作风格而受到批评。乔姆斯基称，齐泽克“使用多音节词之类的花哨术语，并在没有任何理论时假装有一个理论”，并补充说他的观点往往过于晦涩难懂，无法有效地传达给普通人。
保守派思想家罗杰·斯克鲁顿声称“总结齐泽克的立场并不容易：他在哲学和精神分析的论证方式之间徘徊，并被拉康的天马行空的言论所束缚。他是一个矛盾的爱好者，并坚信黑格尔所说的“‘消极的劳动’，尽管像往常一样，他把这个想法向矛盾的砖墙推进了一步”。

### 对社会问题的看法
齐泽克在一些社会问题上的观点被认为偏执，引发了批评和指责。

#### 支持特朗普
齐泽克在2016年美国大选中支持特朗普的观点引起过广泛的争议，其观点被嘲笑为是加速主义的，而乔姆斯基称之为“开倒车”，声称“这与像他这样的人在30年代初对希特勒所说的观点相同。”
在2019年和2020年，齐泽克为他的观点进行了辩护，声称特朗普“创造出了不知道多少年来第一次的真正的美国左翼”，理由是特朗普造成的政治极化给了伯尼·桑德斯和亚历山德里娅·奥卡西奥-科尔特斯等美国民主社会主义者以关注度和群众支持基础。然而，在2020年的美国总统选举期间，齐泽克表明自己 “受到了改变立场的诱惑”，声称 “特朗普有点太过分了”。在另一次采访中，他虽然仍坚持他在2016年的 "赌注"，即特朗普的当选将可能导致美国的社会主义连锁反应（“也许我是对的”），但认为 “现在有了COVID-19：不，不，不能要特朗普。......虽然我很难这么说，但现在我会说‘拜登比特朗普好’，尽管他还差得远。”而齐泽克在其2022年著作《天上大乱》（Heaven in Disorder）中继续表达了对拜登而非特朗普的偏爱，他说，尽管拜登和特朗普一样撒谎并代表大资本的利益，但确实是以一种更礼貌和温和的形式，而"特朗普正在腐蚀我们生活的道德实质"。

#### 性别议题
在性别问题上，齐泽克对非二元性别持消极看法。齐泽克在2016年的文章《性即政治》中认为，所有的主体（例如跨性别主体）都与分配给他们的性地位不匹配，任何试图摆脱这种对立的行为都是错误的、乌托邦式的：因此，他自称既反对暴力强加性固定的反动企图，也反对完全摆脱性固定的“后性别主义”；在他 2019 年的文章《跨性别教条是幼稚的，与弗洛伊德不相容》中认为，“LGBT+意识形态在社会建构主义和（某种生物）决定论之间存在紧张关系” ，并进一步认为“心理性别认同是一种选择，而不是生物学事实”。精神分析学者山姆·沃伦·米尔 (Sam Warren Miell) 和克里斯·科夫曼 (Chris Coffman) 批评齐泽克将跨性别和后性别主义混为一谈；米尔进一步批评齐泽克的文章滥用拉康理论；科夫曼认为，齐泽克应该参与当代拉康主义的跨性别研究，精神分析和跨性别话语是不冲突的，而非完全对立的。作为对齐泽克2019年文章的回应，作家麦肯齐·沃克制作了印有跨性别旗和“与弗洛伊德不相容”字样的T恤以示嘲讽。

## 轶事

### 个人生活
齐泽克有过四段婚姻，并育有两个儿子，蒂姆和科斯特亚。他的第二任妻子是斯洛文尼亚哲学家、社会法律理论家和卢布尔雅那精神分析学院的院士Renata Salecl 。他的第三任妻子是阿根廷模特Analía Hounie，2005年与她结婚。齐泽克目前已与斯洛文尼亚记者和哲学家Jela Krečič结婚，她是建筑历史学家Peter Krečič的女儿。
2018年初，齐泽克右侧面部患上了贝尔氏麻痹症。他带着这种疾病进行了多次演讲和采访；同年3月9日，在伦敦的一场关于政治革命的演讲中，他谈到了自己一直以来所接受的治疗，并用其面部瘫痪来比喻政治上的懒惰。
除了母语斯洛文尼亚语外，齐泽克还能流利地說塞尔维亚-克罗地亚语、法语、德语和英语。

### 艺术品味
在2012年的《视与听》杂志的影评人投票中，齐泽克列出了他最喜欢的10部电影：《决战犹马镇》《沙丘》《源泉》《英雄》《杀手》《噩梦巷》《险境》《奥弗冈》《音乐之声》和《我们活着》。谈到这份名单，他解释道：“我选择的是纯粹的疯狂：这份名单只包含‘罪恶的快乐’”。在参观标准收藏公司的衣橱时，他选择了《天堂的烦恼》《成功的滋味》《悬崖上的野餐》《心灵低语》《玩笑》《冰风暴》《远大前程》 、罗伯托·罗西里尼的历史电影集《城市之光》、卡尔·西奥多·德莱叶电影套装《你妈妈也一样》和《反基督者》。
在一篇名为《我最喜爱的古典音乐》的文章中，齐泽克表示：阿诺德·勋伯格的《歌剧之歌》是他愿意带到荒岛的音乐作品。他还列举了其他一些他喜爱的音乐，包括贝多芬的《费岱里奥》、舒伯特的《冬之旅》、穆索尔斯基的《霍万斯基之乱》和多尼采蒂的《爱的甘醇》。他尤其喜爱瓦格纳的作品，特别是《莱茵的黄金》和《帕西法尔》 。他将勋伯格排在斯特拉文斯基之前，并强调艾斯勒在勋伯格的追随者中占有重要地位。
齐泽克常将弗朗茨·卡夫卡、萨缪尔·贝克特和安德烈·普拉托诺夫列为他“20世纪文学的三位绝对大师”。他认为瓦尔拉姆·沙拉莫夫优于亚历山大·索尔仁尼琴，玛丽娜·茨维塔耶娃和奥西普·曼德尔施塔姆优于安娜·阿赫玛托娃， 达芙妮·杜穆里埃优于弗吉尼亚·伍尔夫，萨缪尔·贝克特优于詹姆斯·乔伊斯。他的理论被应用于各种文学研究，包括《芬尼根的守灵夜》。

### 中国相关
2019年香港反送中运动里爆发了香港中文大学冲突，香港警察攻进了香港中文大学，齐泽克参与了香港监察发起的学术界联署，谴责香港警察的暴力行为，并促请香港政府捍卫学术自由以及成立独立调查委员会。其他参与的学者还包括诺姆·乔姆斯基、朱迪斯·巴特勒、扬尼斯·瓦鲁法基斯、罗伯特·彼得·乔治和斯蒂芬·平克。
2021年8月，南京大学计划在10月29日举办“齐泽克哲学思想学术研讨会”并邀请齐泽克在会上演讲。10月会议前夕，一张微信截图在互联网传播，称“齐泽克哲学思想学术研讨会”将禁止齐泽克本人发言。10月29日，即计划中会议举行当天，尽管齐泽克本人为线上演讲，南京大学仍宣布由于会议包含线下讨论环节，研讨会因疫情原因取消。考虑到齐泽克本人此前曾抨击当前的中国共产党政策，认为其是“威权主义和资本主义的结合”，因而会议取消可能是因为政治原因，互联网流传消息称“应该就是看了稿子（齐泽克讲稿）才发现确实没法儿开”，讲稿内容“基本就是政治相关，猛喷（强烈抨击）一通”。

## 著作
- 《意识形态的崇高客体》The Sublime Object of Ideology (Verso, 1989年12月) ISBN 0-86091-971-4
- 《斜目而视》
- 《视差之见》 The Parallax View (The MIT Press 2006年2月17日) ISBN 0-262-24051-3
- 《如何阅读拉康》 How to Read Lacan (W. W. Norton; 2007年1月29日) ISBN 0-393-32955-0